# Bert Achong
Bert Geoffrey Achong (Port of Spain, 6 dicembre 1928 – Londra, 20 novembre 1996) è stato un patologo trinidadiano. Scoprì l'Herpesvirus umano 4 (noto come Epstein-Barr virus) assieme a Anthony Epstein e Yvonne Barr.

## Biografia
Bert Geoffrey Achong nacque a Port of Spain nel 1928 da genitori di origine cinese. Compì i suoi primi studi a Trinidad e Tobago, vincendo nel 1946 la prestigiosa Jerningham Gold Medal e la Colonial Scholarship, grazie alle quali poté trasferirsi all’età di 18 anni in Europa per proseguire gli studi. Si iscrisse al St Mary's College presso il Dublin University College in Irlanda, laureandosi in medicina nel 1953. Nel 1955 si trasferì a Londra dove si formò come patologo presso il Lambeth Hospital.
Nel 1963 si unì al gruppo guidato da Sir Anthony Epstein che studiava i virus cancerogeni presso il Bland Sutton Institute del Middlesex Hospital. Qui, insieme anche a Yvonne Barr, partecipò come microscopista elettronico alla scoperta dell’Herpesvirus umano 4 (noto come Epstein-Barr virus), virus responsabile della mononucleosi infettiva e coinvolto nella genesi di alcuni tumori epiteliali e di alcuni tipi di linfoma. Nel 1968 seguì Epstein all'Università di Bristol nel Dipartimento di Patologia, dove fu un apprezzato docente di patologia cellulare fino al suo pensionamento avvenuto nel 1985.
Nel 1971 scoprì, inoltre, il virus schiumoso umano analizzando al microscopio elettronico delle cellule provenienti da un carcinoma nasofaringeo umano di un paziente keniota, primo esempio di retrovirus in grado di infettare l'uomo.
Morì a Londra per un tumore al cervello nel 1996.